# Freixo de Espada à Cinta
Freixo de Espada à Cinta là một huyện thuộc tỉnh Bragança, Bồ Đào Nha. Huyện này có diện tích 245 km², dân số thời điểm năm 2001 là 4184 người.